# Voitsberg
Voitsberg – miasto powiatowe w Austrii, w kraju związkowym Styria, siedziba powiatu Voitsberg. Według Austriackiego Urzędu Statystycznego liczyło 9439 mieszkańców (1 stycznia 2015).

## Współpraca
Miejscowość partnerska:
- Hersbruck, Niemcy